# Kommunalwahlen in Südtirol 2000/04
Die Kommunalwahlen in Südtirol 2000 fanden am 14. Mai (allgemeiner Wahltermin) in 113 von 116 Gemeinden statt.
In drei Gemeinden (Leifers – Gemeinde mit mehr als 13.000 Einwohnern –, sowie Branzoll und Freienfeld) wurde nicht gewählt, da bereits 1999 Kommunalwahlen stattgefunden hatten.
In den folgenden drei Gemeinden fanden vorgezogene Wahlen statt:
- Laas und Percha (am 18. Mai 2003);
- Olang (am 14. November 2004).

## Gemeinden mit mehr als 13.000 Einwohnern

### Bozen
| Kandidaten                                          | Kandidaten                       | 2. Wahlgang | 2. Wahlgang | 1. Wahlgang | 1. Wahlgang | Listen                               | Stimmen | %    | Mandate |
| Kandidaten                                          | Kandidaten                       | Stimmen     | %           | Stimmen     | %           | Listen                               | Stimmen | %    | Mandate |
| --------------------------------------------------- | -------------------------------- | ----------- | ----------- | ----------- | ----------- | ------------------------------------ | ------- | ---- | ------- |
|                                                     | Giovanni Salghetti Drioligewählt | 27.297      | 47,0        | 21.121      | 36,4        | Noi per l’Alto Adige                 | 7.189   | 13,4 | 7       |
| Democratici di Sinistra                             | Giovanni Salghetti Drioligewählt | 27.297      | 47,0        | 21.121      | 36,4        | 5.326                                | 9,9     | 5    |         |
| Verdi Grüne Vërc                                    | Giovanni Salghetti Drioligewählt | 27.297      | 47,0        | 21.121      | 36,4        | 3.918                                | 7,3     | 4    |         |
| Projekt Bozen                                       | Giovanni Salghetti Drioligewählt | 27.297      | 47,0        | 21.121      | 36,4        | 1.161                                | 2,2     | 1    |         |
| Socialisti Democratici Italiani                     | Giovanni Salghetti Drioligewählt | 27.297      | 47,0        | 21.121      | 36,4        | 941                                  | 1,8     | 1    |         |
| Ladins                                              | Giovanni Salghetti Drioligewählt | 27.297      | 47,0        | 21.121      | 36,4        | 303                                  | 0,6     | 1    |         |
| ↳ Gesamt                                            | Giovanni Salghetti Drioligewählt | 27.297      | 47,0        | 21.121      | 36,4        | 18.838                               | 35,1    | 19   |         |
|                                                     | Alberto Pasquali                 | 19.995      | 34,5        | 20.934      | 36,1        | Alleanza Nazionale                   | 12.683  | 23,6 | 12      |
| Forza Italia – CCD                                  | Alberto Pasquali                 | 19.995      | 34,5        | 20.934      | 36,1        | 3.769                                | 7,0     | 4    |         |
| Bolzano Nuova                                       | Alberto Pasquali                 | 19.995      | 34,5        | 20.934      | 36,1        | 1.558                                | 2,9     | 2    |         |
| Laburisti Alto Atesini – Progressisti – Democratici | Alberto Pasquali                 | 19.995      | 34,5        | 20.934      | 36,1        | 476                                  | 0,9     | –    |         |
| Lega Nord                                           | Alberto Pasquali                 | 19.995      | 34,5        | 20.934      | 36,1        | 315                                  | 0,6     | –    |         |
| Partito Democratico                                 | Alberto Pasquali                 | 19.995      | 34,5        | 20.934      | 36,1        | 303                                  | 0,6     | –    |         |
| ↳ Gesamt                                            | Alberto Pasquali                 | 19.995      | 34,5        | 20.934      | 36,1        | 19.104                               | 35,6    | 18   |         |
|                                                     | Elmar Pichler Rolle              |             |             | 10.298      | 17,7        | Südtiroler Volkspartei               | 10.190  | 19,0 | 9       |
|                                                     | Donato Seppi                     |             |             | 2.114       | 3,6         | Unitalia                             | 2.038   | 3,8  | 2       |
|                                                     | Fabio Visentin                   |             |             | 1.517       | 2,6         | Partito della Rifondazione Comunista | 1.496   | 2,8  | 1       |
|                                                     | Amiltore Arcuri                  |             |             | 1.080       | 1,9         | Gruppo la Città                      | 1.061   | 2,0  | 1       |
|                                                     | Andreas Pöder                    |             |             | 604         | 1,0         | Union für Südtirol                   | 601     | 1,1  | –       |
|                                                     | Haymo Planötscher                |             |             | 369         | 0,6         | Movimento Difesa Valori e Famiglia   | 358     | 0,7  | –       |
| Gesamt                                              | Gesamt                           | 47.292      | 100         | 58.037      | 100         |                                      | 53.686  | 100  | 50      |
|                                                     |                                  |             |             |             |             |                                      |         |      |         |
| Ungültige Stimmen                                   | Ungültige Stimmen                | 1.140       | 2,4         | 3.484       | 5,7         |                                      |         |      |         |
| Wähler                                              | Wähler                           | 48.432      | 59,8        | 61.521      | 76,0        |                                      |         |      |         |
| Wahlberechtigte                                     | Wahlberechtigte                  | 80.955      |             | 80.955      |             |                                      |         |      |         |
|                                                     |                                  |             |             |             |             |                                      |         |      |         |
| Quelle: Autonome Region Trentino-Südtirol           |                                  |             |             |             |             |                                      |         |      |         |

### Brixen
| Kandidaten        | Kandidaten             | Stimmen | %    | Listen                   | Stimmen | %    | Mandate |
| ----------------- | ---------------------- | ------- | ---- | ------------------------ | ------- | ---- | ------- |
|                   | Klaus Seebachergewählt | 5.677   | 52,0 | Südtiroler Volkspartei   | 5.676   | 52,1 | 16      |
|                   | Birgitta Scharz        | 1.772   | 16,2 | Grune Burgerliste Brixen | 1.767   | 16,2 | 5       |
|                   | Mario Castiglioni      | 1.678   | 15,4 | Noi per l’Alto Adige     | 1.668   | 15,3 | 4       |
|                   | Alessandro Urzì        | 965     | 8,8  | Alleanza Nazionale       | 960     | 8,8  | 3       |
|                   | Eva Klotz              | 826     | 7,6  | Union für Südtirol       | 820     | 7,5  | 2       |
| Gesamt            | Gesamt                 | 10.918  | 100  |                          | 10.891  | 100  | 27      |
|                   |                        |         |      |                          |         |      |         |
| Ungültige Stimmen | Ungültige Stimmen      | 565     | 4,9  |                          |         |      |         |
| Wähler            | Wähler                 | 11.483  | 77,2 |                          |         |      |         |
| Wahlberechtigte   | Wahlberechtigte        | 14.866  |      |                          |         |      |         |

### Meran
| Kandidaten                  | Kandidaten         | 2. Wahlgang | 2. Wahlgang | 1. Wahlgang | 1. Wahlgang | Listen                               | Stimmen | %    | Mandate |
| Kandidaten                  | Kandidaten         | Stimmen     | %           | Stimmen     | %           | Listen                               | Stimmen | %    | Mandate |
| --------------------------- | ------------------ | ----------- | ----------- | ----------- | ----------- | ------------------------------------ | ------- | ---- | ------- |
|                             | Franz Albergewählt | 9.270       | 45,9        | 7.353       | 36,4        | Südtiroler Volkspartei               | 7.210   | 37,4 | 15      |
| Noi per l’Alto Adige (A)    | Franz Albergewählt | 9.270       | 45,9        | 7.353       | 36,4        | 2.218                                | 11,5    | 5    |         |
| Verdi Grüne Vërc (B)        | Franz Albergewählt | 9.270       | 45,9        | 7.353       | 36,4        | 1.991                                | 10,3    | 4    |         |
| Democratici di Sinistra (C) | Franz Albergewählt | 9.270       | 45,9        | 7.353       | 36,4        | 983                                  | 5,1     | 2    |         |
| ↳ Gesamt                    | Franz Albergewählt | 9.270       | 45,9        | 7.353       | 36,4        | 12.402                               | 64,4    | 26   |         |
|                             | Eugenio Aprile     | 6.729       | 33,4        | 5.997       | 29,7        | Forza Italia – CCD – CDU             | 2.985   | 15,5 | 6       |
| Alleanza Nazionale          | Eugenio Aprile     | 6.729       | 33,4        | 5.997       | 29,7        | 2.573                                | 13,4    | 6    |         |
| Lega Nord                   | Eugenio Aprile     | 6.729       | 33,4        | 5.997       | 29,7        | 106                                  | 0,6     | –    |         |
| ↳ Gesamt                    | Eugenio Aprile     | 6.729       | 33,4        | 5.997       | 29,7        | 5.664                                | 29,4    | 12   |         |
|                             | Daniela Rossi      |             |             | 5.562       | 27,6        | (A) – (B) – (C)                      | –       | –    | –       |
|                             | Karl Augsten       |             |             | 559         | 2,8         | Union für Südtirol                   | 530     | 2,8  | 1       |
|                             | Fiorina Gabrielli  |             |             | 355         | 1,8         | Partito della Rifondazione Comunista | 346     | 1,8  | 1       |
|                             | Hans Mair          |             |             | 350         | 1,7         | Bürgerliste                          | 325     | 1,7  | –       |
| Gesamt                      | Gesamt             | 15.999      | 100         | 20.176      | 100         |                                      | 19.267  | 100  | 40      |
|                             |                    |             |             |             |             |                                      |         |      |         |
| Ungültige Stimmen           | Ungültige Stimmen  | 621         | 3,7         | 982         | 4,6         |                                      |         |      |         |
| Wähler                      | Wähler             | 16.620      | 58,3        | 21.158      | 74,2        |                                      |         |      |         |
| Wahlberechtigte             | Wahlberechtigte    | 28.496      |             | 28.496      |             |                                      |         |      |         |

## Andere Gemeinden
| Gemeinde                             | Jahr      | Bürgermeister | Partei/Liste |
| ------------------------------------ | --------- | ------------- | ------------ |
| Abtei                                | 2000      |               |              |
| Ahrntal                              | 2000      |               |              |
| Aldein                               | 2000      |               |              |
| Algund                               | 2000      |               |              |
| Altrei                               | 2000      |               |              |
| Andrian                              | 2000      |               |              |
| Auer                                 | 2000      |               |              |
| Barbian                              | 2000      |               |              |
| Branzoll                             | Wahl 1999 | Wahl 1999     | Wahl 1999    |
| Brenner                              | 2000      |               |              |
| Bruneck                              | 2000      |               |              |
| Burgstall                            | 2000      |               |              |
| Corvara                              | 2000      |               |              |
| Deutschnofen                         | 2000      |               |              |
| Enneberg                             | 2000      |               |              |
| Eppan                                | 2000      |               |              |
| Feldthurns                           | 2000      |               |              |
| Franzensfeste                        | 2000      |               |              |
| Freienfeld                           | Wahl 1999 | Wahl 1999     | Wahl 1999    |
| Gais                                 | 2000      |               |              |
| Gargazon                             | 2000      |               |              |
| Glurns                               | 2000      |               |              |
| Graun im Vinschgau                   | 2000      |               |              |
| Gsies                                | 2000      |               |              |
| Hafling                              | 2000      |               |              |
| Innichen                             | 2000      |               |              |
| Jenesien                             | 2000      |               |              |
| Kaltern                              | 2000      |               |              |
| Karneid                              | 2000      |               |              |
| Kastelbell-Tschars                   | 2000      |               |              |
| Kastelruth                           | 2000      |               |              |
| Kiens                                | 2000      |               |              |
| Klausen                              | 2000      |               |              |
| Kuens                                | 2000      |               |              |
| Kurtatsch                            | 2000      |               |              |
| Kurtinig                             | 2000      |               |              |
| Laas                                 | 2000      |               |              |
| Laas                                 | 2003      |               |              |
| Lajen                                | 2000      |               |              |
| Lana                                 | 2000      |               |              |
| Latsch                               | 2000      |               |              |
| Laurein                              | 2000      |               |              |
| Lüsen                                | 2000      |               |              |
| Mals                                 | 2000      |               |              |
| Margreid                             | 2000      |               |              |
| Marling                              | 2000      |               |              |
| Martell                              | 2000      |               |              |
| Mölten                               | 2000      |               |              |
| Montan                               | 2000      |               |              |
| Moos in Passeier                     | 2000      |               |              |
| Mühlbach                             | 2000      |               |              |
| Mühlwald                             | 2000      |               |              |
| Nals                                 | 2000      |               |              |
| Naturns                              | 2000      |               |              |
| Natz-Schabs                          | 2000      |               |              |
| Neumarkt                             | 2000      |               |              |
| Niederdorf                           | 2000      |               |              |
| Olang                                | 2000      |               |              |
| Olang                                | 2004      |               |              |
| Partschins                           | 2000      |               |              |
| Percha                               | 2000      |               |              |
| Percha                               | 2003      |               |              |
| Pfalzen                              | 2000      |               |              |
| Pfatten                              | 2000      |               |              |
| Pfitsch                              | 2000      |               |              |
| Plaus                                | 2000      |               |              |
| Prad am Stilfserjoch                 | 2000      |               |              |
| Prags                                | 2000      |               |              |
| Prettau                              | 2000      |               |              |
| Proveis                              | 2000      |               |              |
| Rasen-Antholz                        | 2000      |               |              |
| Ratschings                           | 2000      |               |              |
| Riffian                              | 2000      |               |              |
| Ritten                               | 2000      |               |              |
| Rodeneck                             | 2000      |               |              |
| Salurn                               | 2000      |               |              |
| Sand in Taufers                      | 2000      |               |              |
| Sarntal                              | 2000      |               |              |
| Schenna                              | 2000      |               |              |
| Schlanders                           | 2000      |               |              |
| Schluderns                           | 2000      |               |              |
| Schnals                              | 2000      |               |              |
| Sexten                               | 2000      |               |              |
| St. Christina in Gröden              | 2000      |               |              |
| St. Leonhard in Passeier             | 2000      |               |              |
| St. Lorenzen                         | 2000      |               |              |
| St. Martin in Passeier               | 2000      |               |              |
| St. Martin in Thurn                  | 2000      |               |              |
| St. Pankraz                          | 2000      |               |              |
| St. Ulrich in Gröden                 | 2000      |               |              |
| Sterzing                             | 2000      |               |              |
| Stilfs                               | 2000      |               |              |
| Taufers im Münstertal                | 2000      |               |              |
| Terenten                             | 2000      |               |              |
| Terlan                               | 2000      |               |              |
| Tiers                                | 2000      |               |              |
| Tirol                                | 2000      |               |              |
| Tisens                               | 2000      |               |              |
| Toblach                              | 2000      |               |              |
| Tramin                               | 2000      |               |              |
| Truden                               | 2000      |               |              |
| Tscherms                             | 2000      |               |              |
| Ulten                                | 2000      |               |              |
| Unsere Liebe Frau im Walde-St. Felix | 2000      |               |              |
| Vahrn                                | 2000      |               |              |
| Villanders                           | 2000      |               |              |
| Villnöß                              | 2000      |               |              |
| Vintl                                | 2000      |               |              |
| Völs am Schlern                      | 2000      |               |              |
| Vöran                                | 2000      |               |              |
| Waidbruck                            | 2000      |               |              |
| Welsberg-Taisten                     | 2000      |               |              |
| Welschnofen                          | 2000      |               |              |
| Wengen                               | 2000      |               |              |
| Wolkenstein in Gröden                | 2000      |               |              |